# Бидзарри, Джузеппе Андреа
Джузеппе Андреа Бидзарри (итал. Giuseppe Andrea Bizzarri; 11 мая 1802, Пальяно, Папская область — 26 августа 1877, Рим, королевство Италия) — итальянский куриальный кардинал и папский сановник. Про-секретарь Священной Конгрегации по делам епископов и монашествующих с 1851 по 1853. Секретарь Священной Конгрегации по делам епископов и монашествующих с 27 июня 1853 по 16 марта 1863. Титулярный архиепископ Филиппи с 30 ноября 1854 по 16 марта 1863. Префект Священной Конгрегации индульгенций и священных реликвий с 17 января 1867 по 31 августа 1872. Префект Священной Конгрегации по делам епископов и монашествующих 31 августа 1872 по 26 августа 1877. Камерленго Священной Коллегии Кардиналов с 16 января 1874 по 15 марта 1875. Кардинал-священник с 16 марта 1863, с титулом церкви Сан-Джироламо-дельи-Скьявони с 19 марта 1863 по 5 июля 1875. Кардинал-священник с титулом церкви Санта-Бальбина с 5 июля 1875.